# 239
Криза Римської імперії у 3 столітті. Правління малолітнього імператора Гордіана III. У Китаї триває період трьох держав, найбільшою державою на території Індії є Кушанська імперія, у Персії править династія Сассанідів.
На території лісостепової України Черняхівська культура. У Північному Причорномор'ї готи й сармати.

## Події
- Відправка царицею Хіміко посла в Дайфан до представника династії Вей з військовополоненими-рабами і отримання золотої печатки.